# San Paolo d'Argon
San Paolo d'Argon [samˈpaolo ˈdarɡon] (San Pól d'Àrgon [samˈpol ˈdaɾɡon] o più semplicemente San Pól in dialetto bergamasco) è un comune italiano di 5 904 abitanti della provincia di Bergamo in Lombardia.
Situato all'inizio della Val Cavallina, il comune si trova a circa 10 chilometri a est del capoluogo orobico. È percorso da due importanti vie di comunicazione: la Strada statale 42 del Tonale e della Mendola e la strada provinciale 91 che la collega con il Lago d'Iseo. L'abitato è posto ai piedi del colle d'Argon, mentre la parte collinare è rimasta destinata all'agricoltura e ai boschi.

## Storia
Fin dal medioevo il borgo di San Paolo d'Argon è stato un importante polo culturale ed economico per la presenza di un grande monastero benedettino di fondazione cluniacense (XI secolo), fondato dal conte bergamasco Gisalberto nell'anno 1079.
Per alcuni secoli, i territori circostanti furono gestiti dai monaci dell'abbazia stessa, ma dal XV secolo tutte le proprietà passarono sotto il dominio della Repubblica di Venezia.
Come il resto della provincia, dopo più di tre secoli alla Serenissima subentrò la napoleonica Repubblica Cisalpina che ebbe però poca durata, in quanto scalzata dagli austriaci che instaurarono il Regno Lombardo-Veneto.
Dal 1859, così come tutta la Lombardia, venne annesso all'Italia, seguendo poi tutte le vicende della nuova nazione.
Fino ai primi anni del XX secolo il nome del paese era Buzzone, mentre con San Paolo d'Argon si intendeva soltanto il complesso monastico e l'annessa chiesa.
Nel 1929 poi il paese fu accorpato in un'unica entità amministrativa con i comuni di Cenate Sopra e Cenate Sotto, prendendo il nome di Cenate d'Argon. Il tutto durò fino al 1948, quando le tre entità vennero nuovamente scisse in singoli comuni.

### Simboli
Il comune ha come simboli lo stemma e il gonfalone approvati con delibera del consiglio comunale del 28 maggio 1964 e concessi con D.P.R. del 19 maggio 1965.
Stemma
(D.P.R. 19 maggio 1965)
La composizione dello stemma ricorda quanto avvenuto nel 1398 quando il paese, abbandonato dai guelfi sconfitti, fu saccheggiato e dato alle fiamme dalla fazione ghibellina.
L'ape in volo simboleggia la laboriosità della popolazione che, dopo quei tragici eventi, seppe ricostruire ciò che era andato distrutto e riprendere il lavoro nelle campagne.
Gonfalone

## Monumenti e luoghi d'interesse

### Architetture religiose

#### Abbazia di San Paolo d'Argon
Uno dei luoghi di maggior richiamo è il sopracitato monastero benedettino, che nel 1496 venne tramutato in abbazia cassinese. Soppresso nel periodo napoleonico (1797), il monastero originario fu radicalmente ristrutturato nei secoli XVI e XVII, e conserva ancora l'impronta nei due chiostri (uno del 1500 e l'altro del 1532). 
Interessanti ambienti seicenteschi sono conservati nell'ex monastero dei benedettini, in particolare il refettorio affrescato intorno all'anno 1624 dal veronese Giovanni Battista Lorenzetti e la sala del Capitolo.
La chiesa già abbaziale, consacrata nel 1198, venne rifatta in stile barocco durante il Seicento, mantenendo la larghezza della struttura originaria.
Il campanile venne ricostruito a cavallo tra Seicento e Settecento.
Il chiostro piccolo fu edificato nel 1512 come indicato da un documento del 25 ottobre 1512 tra l'abate e il cementario Bernardino di Orsino Carrara, dove viene indicata la commissione di un fabbricato, facendo riferimento al modello bresciano edificato tra il 1509 e il 1511 di autore ignoto. I capitelli del chiostro presentano assonanze con quelli di palazzo Grumelli presente a Bergamo in via Porta Dipinta.

#### Parrocchiale di San Paolo Apostolo
A fianco del monastero si trova la chiesa parrocchiale di San Paolo Apostolo, che fu ricostruita dall'architetto luganese Domenico Messi a partire dal 1684.
Dedicata a San Paolo Apostolo, presenta degli affreschi della volta della navata eseguiti dall'artista comasco Giulio Quaglio di Laino tra il 1712 e il 1713.
Al proprio interno conserva inoltre opere d'arte di notevole pregio: tra queste meritano menzione gli affreschi della navata, opera di Giulio Quaglio, gli altari in marmo eseguiti dai fratelli Domenico ed Antonio Corbarelli con sculture provenienti dalla bottega di Andrea Fantoni, così come le statue degli Evangelisti di Santo Callegari il Vecchio.
Numerosi sono i dipinti: la pala raffigurante Sant'Andrea con i santi Giovanni evangelista, Pantaleone e Lucia, di Antonio Molinari, le tele di Giuseppe Maria Crespi che rappresentano il Martirio di san Giovanni evangelista e Sant'Andrea che adora la croce del proprio martirio, la pala d'altare di Gregorio Lazzarini riportante San Benedetto che consegna a san Mauro la regola benedettina tra i santi Placido e Scolastica e le tele di Sebastiano Ricci che raffigurano San Mauro che salva san Placido dalle acque per comando di san Benedetto e San Mauro che guarisce gli infermi.
Ed ancora due tele del veronese Antonio Balestra, nonché Il sacrificio di Isacco ed Il serpente di bronzo di Paolo de Matteis e Sant'Alessandro decapitato e i santi Grata, Fermo, Rustico e Antonio di Antonio Bellucci.

#### Chiesa di Santa Maria in Argon
Grande importanza ricopre la chiesa di Santa Maria in Argon. Posta sulla sommità del Colle d'Argon che svetta sul paese, risale all'XI secolo. La prima struttura, in stile romanico, venne ampliata nel XV secolo con due ambienti laterali.
All'inizio del secolo successivo furono costruiti il campanile e l'abside, mentre nel 1617 venne sopraelevata l'abside, costruito un nuovo altare centrale e rifatta la facciata.
Successivamente, nel corso del medesimo secolo, vennero apportate ulteriori modifiche che diedero all'edificio l'aspetto attuale. All'interno si trova un ciclo pittorico risalente ad un periodo compreso tra il XVI ed il XVII secolo. All'esterno piccolo porticati riportano affreschi votivi del XV secolo.

### Aree naturali
Inoltre il territorio comunale, pur appartenendo ad una zona densamente popolata, offre numerose possibilità per chi volesse stare a contatto con la natura. Negli ultimi anni infatti si sono moltiplicate le iniziative per rivalorizzare gli spazi verdi presenti, che hanno permesso alla popolazione di ritornare a scoprire angoli suggestivi. Tra questi vi è il colle d'Argon, un piccolo polmone verde che risulta essere una delle prime propaggini del monte Misma, che è stato inserito in un Parco locale di interesse sovracomunale denominato Parco delle valli d'Argon.

## Società

### Evoluzione demografica

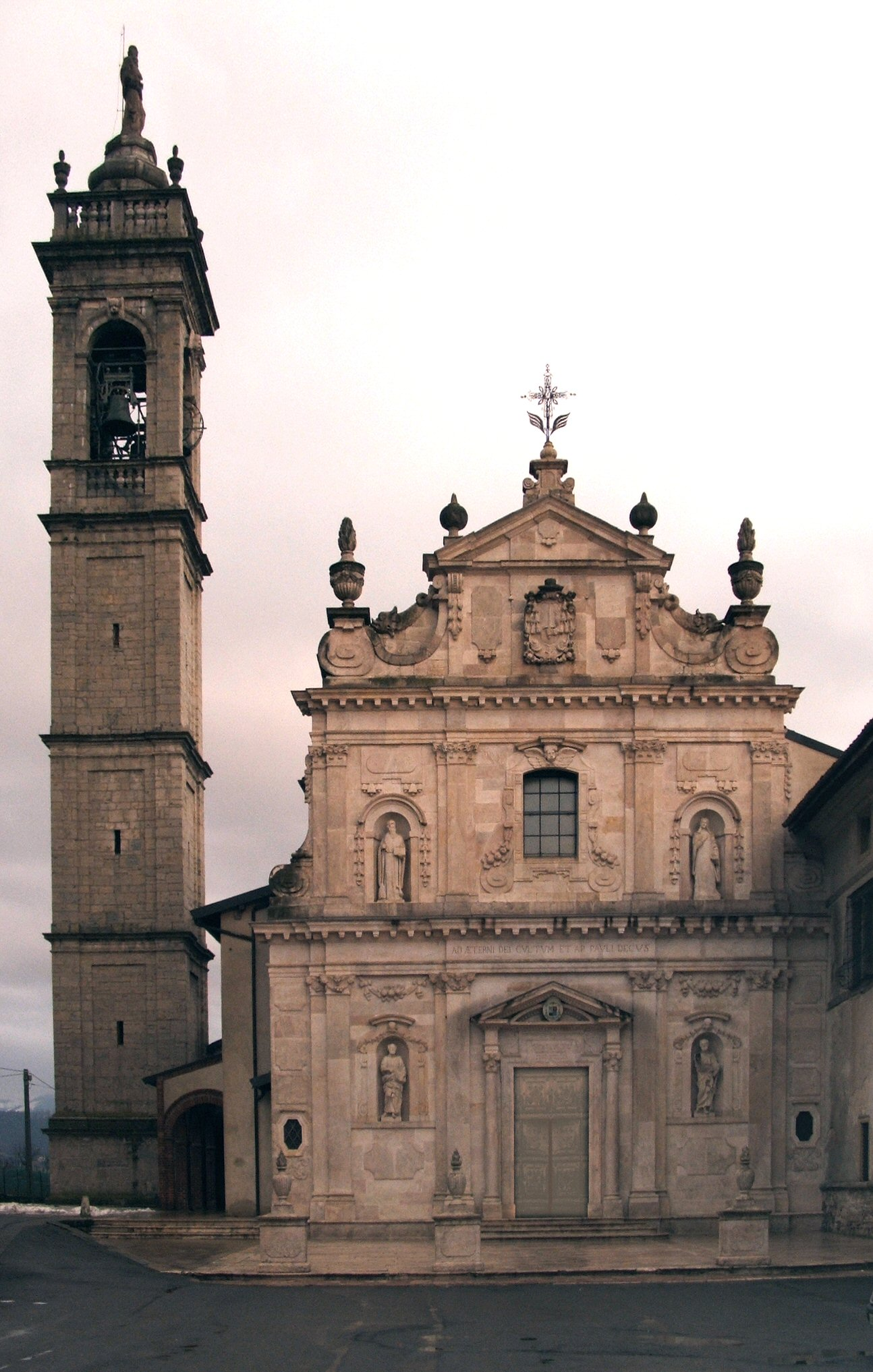
La chiesa parrocchiale

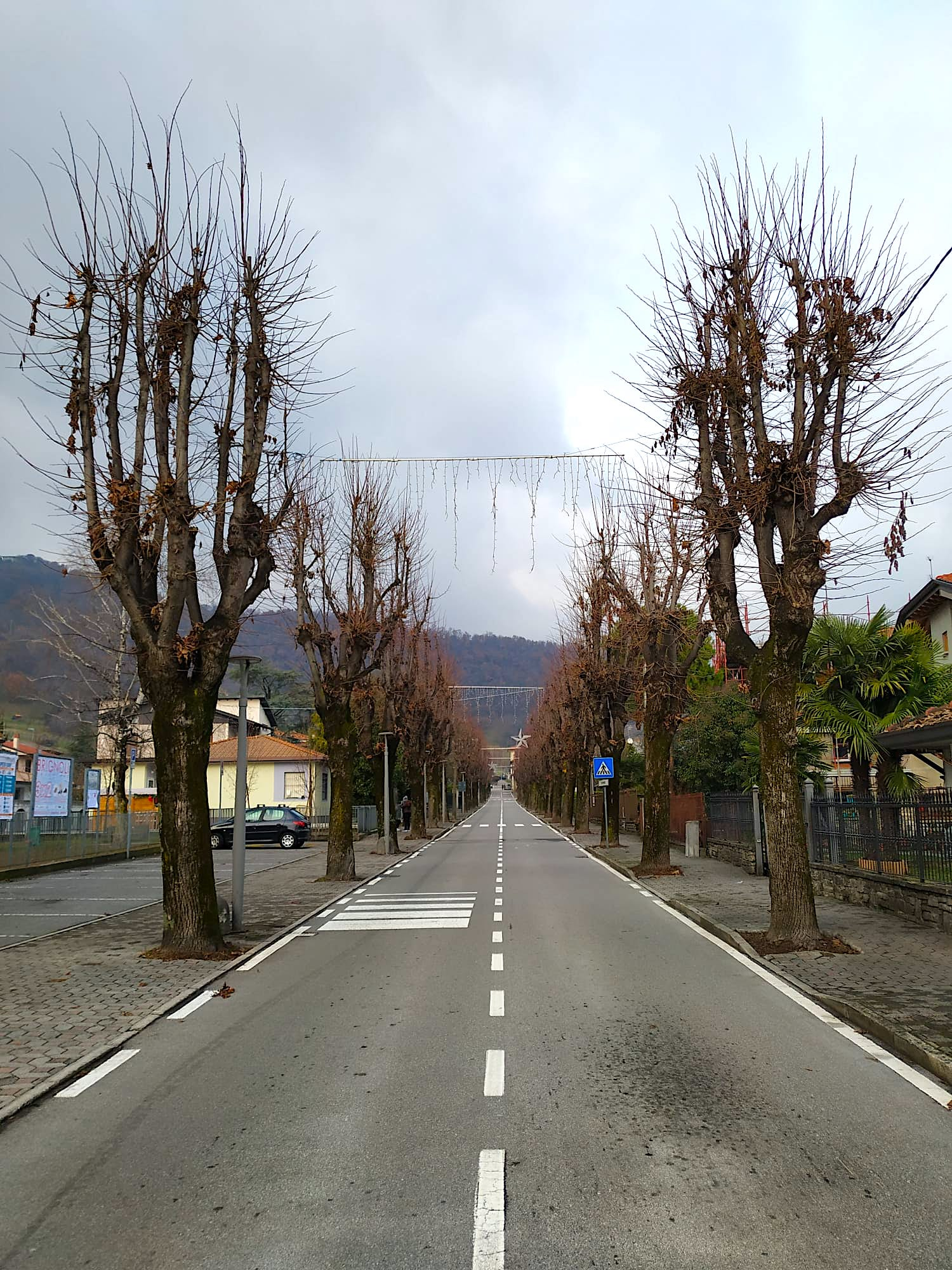
Via del Convento, San Paolo d'Argon

Abitanti censiti

## Amministrazione
| Periodo        | Periodo        | Primo cittadino       | Partito                  | Carica  | Note   |
| -------------- | -------------- | --------------------- | ------------------------ | ------- | ------ |
| 8 luglio 1988  | 7 giugno 1993  | Giacinto Antonio Zois | Indipendente             | Sindaco | [ 13 ] |
| 7 giugno 1993  | 28 aprile 1997 | Giacinto Antonio Zois | Democrazia Cristiana     | Sindaco | [ 13 ] |
| 28 aprile 1997 | 14 maggio 2001 | Angelo Pecis          | Lista civica             | Sindaco | [ 14 ] |
| 14 maggio 2001 | 30 maggio 2006 | Angelo Pecis          | Lista civica             | Sindaco | [ 14 ] |
| 30 maggio 2006 | 6 giugno 2011  | Elena Pezzoli         | Lista civica             | Sindaco | [ 14 ] |
| 16 maggio 2011 | 6 giugno 2016  | Stefano Cortinovis    | Lista civica "L'Alveare" | Sindaco | [ 14 ] |
| 6 giugno 2016  | 5 ottobre 2021 | Stefano Cortinovis    | Lista civica "L'Alveare" | Sindaco | [ 14 ] |
| 5 ottobre 2021 | in carica      | Graziano Frassini     | Lista "Lega"             | Sindaco | [ 14 ] |

## Sport
La principale squadra di calcio del Comune è il San Paolo d'Argon, che attualmente gioca nel campionato lombardo di Promozione. In passato ha giocato per sette stagioni consecutive nel Campionato Nazionale Dilettanti (l'attuale Serie D), dal 1991, anno in cui ha chiuso il campionato al quarto posto in classifica, fino al 1998, quando ha chiuso il suo girone al penultimo posto in classifica retrocedendo così in Eccellenza.
Nel paese è presente un altro sport, ovvero la scuola MTB San Paolo d'Argon (mountain bike). È stata fondata nel 2005 con 35 associati e a capo come presidente Stefano Gherardi. Le squadre sono divise in tre livelli: giovanissimi (7-12 anni), esordienti (13-16 anni) e juniores (17-18 anni). La quadra degli esordienti vinse nel 2012 due medaglie al campionato regionale e il secondo posto nel campionato italiano per la società a Piacenza.
Il Centro Sportivo Comunale di Via Bartolomeo Colleoni 3 è sede dell'evento mensile "Fight Forever" della ICW Italian Championship Wrestling.
Un altro sport molto diffuso in questo paese è la pallavolo con la squadra di prima divisione che da poco si è meritata un posto nel girone, terza divisione e un settore giovanile che arriva fino all'Under 18 fipav, mentre ci sono anche campionati per i più piccoli che fanno parte del CSI.